# الغيل (السوادية)

تعديل مصدري - تعديل

الغيل هي إحدى قرى عزلة ال منصور بني وهب بمديرية السوادية التابعة لمحافظة البيضاء، بلغ تعداد سكانها 69 نسمة حسب تعداد اليمن لعام 2004.